# American Me - Rabbia di vivere
American Me - Rabbia di vivere, è un film del 1992 diretto da Edward James Olmos.

## Trama
Santana è in un penitenziario e coi suoi compagni è stato condannato a una lunga pena dopo essere stato arrestato molto giovane. Così ha organizzato una banda che raggiunge un potere notevole all'interno del carcere. Si fanno chiamare "Mafia messicana" e riescono a fare arrivare la loro influenza anche nei quartieri spagnoli della East Side di Los Angeles.

## Riconoscimenti
- 1992 - Tokyo International Film Festival
  - Nomination per la miglior regia a Edward James Olmos
- 2024
  - è stato selezionato per la conservazione nel National Film Registry degli Stati Uniti dalla Biblioteca del Congresso come "culturalmente, storicamente o esteticamente significativo"